# El crit del palleter
El crit del palleter és una obra del pintor valencià Joaquim Sorolla i Bastida, produïda el 1884. Es tracta d'un quadre a l'oli sobre llenç, i es troba a la Diputació de València. Quadre pintat a l'època primerenca de Sorolla que optava al concurs becat que va oferir la Diputació de València per estudiar pintura a Roma. La temàtica de l'obra és històrica, un dels punts obligats per presentar-se al concurs, situant-nos en la moda de l'època de la producció d'obres romàntiques i nacional-històriques.
Pintada als 21 anys d'edat de Joaquim Sorolla, ací es varen demostrar les seues grans dots de mestre, escenificant un fet de 1808, quasi un segle enrere de quan va ser pintat, inserit a dins de la Guerra del Francès. La figura principal és la de Vicent Doménech, d'ofici palleter, qui es troba a les escales de la Llotja de València. Els fets diuen que es va trencar la faixa i la va col·locar a un pal a mode de bandera, per marcar així una rebel·lió contra el nou poder francès que s'establí a la monarquia espanyola amb el germà de Napoleó, Josep Bonaparte.
L'obra conté els primers tocs de les futures creacions de tipus socials de Sorolla, amb la important i ben representada presència de camperols i classes populars valencianes de l'època, amb un predomini del color blanc.